# Porter Heights
Porter Heights – jednostka osadnicza w Stanach Zjednoczonych, w stanie Teksas, w hrabstwie Montgomery.